# Марион (Мичиген)
Марион (енгл. Marion) град је у америчкој савезној држави Мичиген.

## Демографија
По попису из 2010. године број становника је 872, што је 36 (4,3%) становника више него 2000. године.
| Група             | 2000.       | 2010.       |
| Белци             | 812 (97,1%) | 847 (97,1%) |
| Афроамериканци    | 1 (0,1%)    | 1 (0,1%)    |
| Азијати           | 1 (0,1%)    | 0 (0,0%)    |
| Хиспаноамериканци | 8 (1,0%)    | 11 (1,3%)   |
| Укупно            | 836         | 872         |